# Моршанский район
Морша́нский райо́н — административно-территориальная единица (район) и муниципальное образование (муниципальный район) на севере Тамбовской области России.
Административный центр — город Моршанск (в состав района не входит).

## География
Площадь района — 2880 км². Граничит: с Сосновским и Пичаевским районами области. Так же район граничит с Сараевским и Шацким районами Рязанской области и Земетчинским районом Пензенской области.
Район находится на самом севере Тамбовской области, сельскохозяйственными угодьями занято 164,63 тысяч гектаров. Треть территории района (94,95 тыс. га) занимают лесные угодья, входящие в состав Моршанского, Пичаевского и Серповского лесхозов.
По территории Моршанского района протекают следующие реки: Цна, Керша, Сержалы, Ивенка, Кашма, Моршевка, Рысля, Питерка, Пичаевка, Разазовка, Пячка, Тяновка, Серп, Кунева, Островка, Каменка, Пара и другие. Самой крупной рекой района является Цна.
Почвенный покров представлен в основном выщелоченными чернозёмами различной степени мощности, гумусности и механического состава, а также различными группами пойменных почв.

## История
В моршанских краях первые большие поселения появились в XVI веке — Карели, Мутасьево, Устье и другие.
Моршанский район был образован в июле 1928 года. 13 июля 1934 года Постановлением Президиума ВЦИК была организована Воронежская область и Моршанский район вошёл в её состав. 27 сентября 1937 года Постановлением Президиума ВЦИК была образована Тамбовская область и Моршанский район вошёл в состав Тамбовской области.

## Население
| 1939    | 1959    | 1970    | 1979    | 1989    | 1991    | 1996    | 2001    | 2002    |
| ------- | ------- | ------- | ------- | ------- | ------- | ------- | ------- | ------- |
| 97 450  | ↘48 211 | ↗74 654 | ↘56 886 | ↘44 688 | ↘42 400 | ↘42 100 | ↘39 400 | ↘38 228 |
| 2006    | 2008    | 2009    | 2010    | 2012    | 2013    | 2014    | 2015    | 2016    |
| ↘36 400 | ↘35 100 | ↘34 533 | ↘34 088 | ↘33 268 | ↘32 654 | ↘31 857 | ↘31 294 | ↘30 548 |
| 2017    | 2018    | 2019    | 2020    | 2021    |         |         |         |         |
| ↘29 952 | ↘29 519 | ↘28 669 | ↘28 351 | ↗31 904 |         |         |         |         |

### Национальный состав
По итогам переписи населения 2020 года проживали следующие национальности (национальности менее 0,1 % и другое, см. в сноске к строке «Другие»):
| Национальность | Численность, чел. | Доля     |
| -------------- | ----------------- | -------- |
| Русские        | 29 853            | 93,57 %  |
| Узбеки         | 187               | 0,59 %   |
| Армяне         | 170               | 0,53 %   |
| Таджики        | 135               | 0,42 %   |
| Киргизы        | 84                | 0,26 %   |
| Украинцы       | 65                | 0,20 %   |
| Цыгане         | 57                | 0,18 %   |
| Другие         | 1353              | 4,25 %   |
| Итого          | 31 904            | 100,00 % |

## Административно-муниципальное устройство
Моршанский район как административно-территориальное образование включает 16 сельсоветов.
В Моршанский район как муниципальное образование со статусом муниципального района входят 16 муниципальных образований со статусом сельских поселений:
| №  | Сельское поселение          | Административный центр | Количество населённых пунктов | Население (чел.) | Площадь (км²) |
| -- | --------------------------- | ---------------------- | ----------------------------- | ---------------- | ------------- |
| 1  | Алгасовский сельсовет       | село Алгасово          | 15                            | ↗4233            | 384,69        |
| 2  | Алкужборковский сельсовет   | село Алкужи            | 7                             | ↗1051            | 160,50        |
| 3  | Вановский сельсовет         | село Ваново            | 1                             | ↗431             | 84,60         |
| 4  | Весёловский сельсовет       | село Весёлое           | 6                             | ↗1248            | 205,50        |
| 5  | Дмитриевский сельсовет      | посёлок Вяжли          | 9                             | ↘1285            | 148,40        |
| 6  | Екатериновский сельсовет    | село Екатериновка      | 12                            | ↗702             | 117,60        |
| 7  | Ивенский сельсовет          | село Ивенье            | 4                             | ↗1615            | 157,20        |
| 8  | Карельский сельсовет        | село Карели            | 1                             | ↗1419            | 138,50        |
| 9  | Крюковский сельсовет        | село Крюково           | 6                             | ↗3875            | 266,00        |
| 10 | Куликовский сельсовет       | село Малые Кулики      | 6                             | ↗2153            | 95,70         |
| 11 | Лёвинский сельсовет         | село Лёвино            | 5                             | ↗1132            | 190,10        |
| 12 | Новотомниковский сельсовет  | село Новотомниково     | 6                             | ↗919             | 123,10        |
| 13 | Ракшинский сельсовет        | село Ракша             | 9                             | ↗1295            | 128,60        |
| 14 | Серповский сельсовет        | село Серповое          | 6                             | ↗1631            | 217,70        |
| 15 | Старотомниковский сельсовет | село Старотомниково    | 8                             | ↘410             | 215,40        |
| 16 | Устьинский сельсовет        | село Устье             | 13                            | ↗8505            | 246,85        |

В рамках организации местного самоуправления в 2004 году на территории района было создано 21 муниципальное образование со статусом сельского поселения (сельсовет). В 2010 году упразднённый Дьячинский и Чернитовский сельсоветы включены в Алгасовский сельсовет; Раёвский — в Старотомниковский сельсовет; Парскоугловский — в Весёловский сельсовет; в 2013 году упразднённый Питерковский сельсовет включён в Крюковский сельсовет.

## Населённые пункты
В Моршанском районе 112 населённых пунктов (все — сельские):
| №   | Населённый пункт             | Тип                     | Население | Муниципальное образование   |
| --- | ---------------------------- | ----------------------- | --------- | --------------------------- |
| 1   | 13-й Октябрь                 | посёлок                 | ↘24       | Алкужборковский сельсовет   |
| 2   | Алгасово                     | село                    | ↘2243     | Алгасовский сельсовет       |
| 3   | Александровка                | деревня                 | ↘84       | Алгасовский сельсовет       |
| 4   | Александровка                | село                    | ↘261      | Весёловский сельсовет       |
| 5   | Александровка 2-я            | деревня                 | ↘2        | Алгасовский сельсовет       |
| 6   | Алексеевка                   | деревня                 | ↘377      | Екатериновский сельсовет    |
| 7   | Алкужи                       | село                    | ↘295      | Алкужборковский сельсовет   |
| 8   | Алкужские Борки              | село                    | ↘351      | Алкужборковский сельсовет   |
| 9   | Альдия                       | село                    | 43        | Старотомниковский сельсовет |
| 10  | Апушка                       | деревня                 | 9         | Екатериновский сельсовет    |
| 11  | Архангельская                | деревня                 | 0         | Ракшинский сельсовет        |
| 12  | Базевского совхоза           | посёлок                 | ↘438      | Крюковский сельсовет        |
| 13  | Безобразовка                 | деревня                 | 43        | Екатериновский сельсовет    |
| 14  | Белянка                      | деревня                 | 16        | Дмитриевский сельсовет      |
| 15  | Благодатка                   | село                    | 18        | Старотомниковский сельсовет |
| 16  | Большая Кашма                | посёлок                 | ↗245      | Устьинский сельсовет        |
| 17  | Большие Кулики               | село                    | ↘337      | Куликовский сельсовет       |
| 18  | Бутырки                      | деревня                 | 0         | Алгасовский сельсовет       |
| 19  | Быковка                      | деревня                 | ↘222      | Куликовский сельсовет       |
| 20  | Ваново                       | село                    | ↗431      | Вановский сельсовет         |
| 21  | Весёлое                      | село                    | ↘289      | Весёловский сельсовет       |
| 22  | Вислый Бор                   | посёлок                 | 11        | Серповский сельсовет        |
| 23  | Владимиро-Цнинский           | посёлок                 | 0         | Устьинский сельсовет        |
| 24  | Вяжли                        | посёлок                 | ↗970      | Дмитриевский сельсовет      |
| 25  | Глазовка                     | деревня                 | 30        | Екатериновский сельсовет    |
| 26  | Гумны                        | село                    | 377       | Ивенский сельсовет          |
| 27  | Давыдово                     | село                    | ↘423      | Серповский сельсовет        |
| 28  | Делянки                      | посёлок                 | 4         | Дмитриевский сельсовет      |
| 29  | Дмитриевка                   | село                    | 6         | Дмитриевский сельсовет      |
| 30  | Дубки                        | посёлок                 | 1         | Устьинский сельсовет        |
| 31  | Дьячи                        | село                    | ↘164      | Алгасовский сельсовет       |
| 32  | Екатериновка                 | село                    | ↘59       | Екатериновский сельсовет    |
| 33  | Заречный                     | посёлок                 | ↘79       | Алкужборковский сельсовет   |
| 34  | Зелёный                      | посёлок                 | ↘352      | Устьинский сельсовет        |
| 35  | Зелёный Бор                  | посёлок                 | ↘352      | Серповский сельсовет        |
| 36  | Зелёный Луг                  | посёлок                 | 11        | Серповский сельсовет        |
| 37  | Ивановка                     | деревня                 | 8         | Старотомниковский сельсовет |
| 38  | Ивенье                       | село                    | ↘501      | Ивенский сельсовет          |
| 39  | Ильич                        | посёлок                 | 0         | Устьинский сельсовет        |
| 40  | Кадыковка                    | село                    | ↘77       | Алгасовский сельсовет       |
| 41  | Канада Никольская            | деревня                 | ↘100      | Алгасовский сельсовет       |
| 42  | Карели                       | село                    | ↗1419     | Карельский сельсовет        |
| 43  | Кашма                        | железнодорожная станция | 29        | Устьинский сельсовет        |
| 44  | Кёршинские Борки             | село                    | ↘541      | Лёвинский сельсовет         |
| 45  | Княжево                      | село                    | ↘128      | Новотомниковский сельсовет  |
| 46  | Коршуновка                   | село                    | ↗490      | Устьинский сельсовет        |
| 47  | Красная Слобода              | деревня                 | 22        | Куликовский сельсовет       |
| 48  | Красный                      | посёлок                 | 25        | Новотомниковский сельсовет  |
| 49  | Красный Пахарь               | посёлок                 | 15        | Ракшинский сельсовет        |
| 50  | Кресты                       | посёлок                 | 62        | Алкужборковский сельсовет   |
| 51  | Крутая                       | деревня                 | 30        | Екатериновский сельсовет    |
| 52  | Крюково                      | село                    | ↗1478     | Крюковский сельсовет        |
| 53  | Лёвино                       | село                    | ↗488      | Лёвинский сельсовет         |
| 54  | Любвино                      | деревня                 | 34        | Весёловский сельсовет       |
| 55  | Малая Кашма                  | посёлок                 | 108       | Устьинский сельсовет        |
| 56  | Малое Пичаево                | село                    | 59        | Алкужборковский сельсовет   |
| 57  | Маломоршевка                 | село                    | ↗353      | Дмитриевский сельсовет      |
| 58  | Малые Кулики                 | село                    | ↘424      | Куликовский сельсовет       |
| 59  | Марусино                     | посёлок                 | ↘468      | Устьинский сельсовет        |
| 60  | Михайловка                   | деревня                 | ↘42       | Устьинский сельсовет        |
| 61  | Мокрый Залив                 | посёлок                 | 0         | Устьинский сельсовет        |
| 62  | Молодёжный                   | посёлок                 | ↗505      | Алгасовский сельсовет       |
| 63  | Мутасьево                    | село                    | ↘229      | Алкужборковский сельсовет   |
| 64  | Надеждино                    | деревня                 | 17        | Старотомниковский сельсовет |
| 65  | Николаевка                   | село                    | 21        | Старотомниковский сельсовет |
| 66  | Новоалександровка            | деревня                 | ↘591      | Весёловский сельсовет       |
| 67  | Новотомниково                | село                    | ↘508      | Новотомниковский сельсовет  |
| 68  | Новотомниковский             | посёлок                 | 19        | Новотомниковский сельсовет  |
| 69  | Новый                        | посёлок                 | ↗180      | Дмитриевский сельсовет      |
| 70  | Носины                       | село                    | 474       | Новотомниковский сельсовет  |
| 71  | Обоз                         | посёлок                 | 2         | Дмитриевский сельсовет      |
| 72  | Островка                     | село                    | 42        | Ракшинский сельсовет        |
| 73  | Островский                   | посёлок                 | 8         | Екатериновский сельсовет    |
| 74  | Парский Угол                 | село                    | ↘358      | Весёловский сельсовет       |
| 75  | Пеньки                       | село                    | ↘473      | Серповский сельсовет        |
| 76  | Передовик                    | посёлок                 | 7         | Лёвинский сельсовет         |
| 77  | Петровка                     | деревня                 | ↘123      | Екатериновский сельсовет    |
| 78  | Питерка                      | село                    | ↘44       | Крюковский сельсовет        |
| 79  | Питерское                    | село                    | ↘610      | Ивенский сельсовет          |
| 80  | Плоская Дубрава              | село                    | ↗133      | Крюковский сельсовет        |
| 81  | Погореловка                  | деревня                 | ↘134      | Алгасовский сельсовет       |
| 82  | Полевой                      | посёлок                 | 8         | Ракшинский сельсовет        |
| 83  | Поповка                      | посёлок                 | 7         | Екатериновский сельсовет    |
| 84  | Пригородный                  | посёлок                 | ↘1054     | Крюковский сельсовет        |
| 85  | Раёво                        | село                    | ↘160      | Старотомниковский сельсовет |
| 86  | Ракша                        | село                    | ↘810      | Ракшинский сельсовет        |
| 87  | Раннее Утро                  | посёлок                 | 6         | Новотомниковский сельсовет  |
| 88  | Рыбновский                   | посёлок                 | 1         | Ракшинский сельсовет        |
| 89  | Рыбное                       | село                    | ↘400      | Алгасовский сельсовет       |
| 90  | Рыбхоз «Двуречье»            | посёлок                 | 5         | Дмитриевский сельсовет      |
| 91  | Рысли                        | село                    | ↘319      | Алгасовский сельсовет       |
| 92  | Сабуровка                    | деревня                 | ↘0        | Алгасовский сельсовет       |
| 93  | Самодуровка                  | село                    | ↘112      | Алгасовский сельсовет       |
| 94  | Сарымовка                    | деревня                 | ↘166      | Куликовский сельсовет       |
| 95  | Серповое                     | село                    | ↘729      | Серповский сельсовет        |
| 96  | Славная                      | деревня                 | ↘111      | Дмитриевский сельсовет      |
| 97  | Совхозный                    | посёлок                 | ↘172      | Ракшинский сельсовет        |
| 98  | Сокольники                   | село                    | ↗767      | Крюковский сельсовет        |
| 99  | Сокольниковского лесничества | посёлок                 | 20        | Ивенский сельсовет          |
| 100 | Старотомниково               | село                    | ↘392      | Старотомниковский сельсовет |
| 101 | Сухая                        | деревня                 | 18        | Екатериновский сельсовет    |
| 102 | Тарханы                      | посёлок                 | 6         | Старотомниковский сельсовет |
| 103 | Темяшево                     | село                    | ↘332      | Алгасовский сельсовет       |
| 104 | Устье                        | село                    | ↘3567     | Устьинский сельсовет        |
| 105 | Устьинский                   | посёлок                 | ↘3087     | Устьинский сельсовет        |
| 106 | Хлудовский                   | посёлок                 | 45        | Екатериновский сельсовет    |
| 107 | Хлыстово                     | село                    | 186       | Ракшинский сельсовет        |
| 108 | Хлыстовский                  | посёлок                 | ↘178      | Ракшинский сельсовет        |
| 109 | Центральный                  | посёлок                 | ↘738      | Куликовский сельсовет       |
| 110 | Чёркино                      | село                    | ↘72       | Лёвинский сельсовет         |
| 111 | Чернитово                    | село                    | ↘124      | Алгасовский сельсовет       |
| 112 | Ясная Поляна                 | посёлок                 | 5         | Лёвинский сельсовет         |

### Упразднённые населённые пункты
- В 2003 году железнодорожная станция Хлудово включена в состав посёлка Хлудовский; упразднены посёлки Восход, Заводской, Опорного пункта, Красное Озеро, Покровка[31], Желтуха и Свет[32], Конезавода № 77 — 3-й участок[33].
- В 2006 году упразднены деревня Новодубовицкая и поселок Парские Выселки[34].
- В 2015 году упразднена деревня Надёжка Алгасовского сельсовета[35].
- В 2017 году упразднены деревни Богородицкая Старотомниковского сельсовета, Людмилина Ракшинского сельсовета, Собино Дмитриевского сельсовета[36].
- В 2018 году упразднён посёлок Малиновка Веселовского сельсовета[37].
- В 2023 г. деревня Погореловка Екатериновского сельсовета включена в состав деревни Глазовка[38].

## Экономика
По данным на 2011 год, в Моршанском районе зарегистрировано 297 организаций и 554 индивидуальных предпринимателя.
В структуре промышленности района значительную роль занимают пищевая и лесная отрасли. Сельскохозяйственные предприятия района специализируются в основном на мясном и молочном животноводстве, выращивании различных видов зерновых, подсолнечника.

## Транспорт
Через район проходит Куйбышевская железная дорога (КбшЖД) со станциями Хлудово, Ракша, Базево, Моршанск, Кашма и Вяжли.

## Известные уроженцы
- Воронин Пётр Иванович — русский советский писатель. Член СП СССР.
- Земятченский Пётр Андреевич — российский минералог и почвовед.
- Клёпов Василий Степанович — советский детский писатель.
- Кужелев, Николай Фёдорович (01.01.1916—01.11.1990) кавалер ордена Славы трёх степеней[40].
- Маслин, Евгений Петрович — российский военачальник, генерал-полковник.
- Тананаев Иван Владимирович — российский химик.
- Тананаев Николай Александрович — российский химик, разработал капельный анализ, дробный анализ и бесстружковый метод анализа.

## Достопримечательности
В Моршанском районе якобы находится село Красный Бубен, прославленное в одноимённом романе Белоброва-Попова.
Памятники археологии:
- Елизавет-Михайловский могильник — расположен в бассейне р. Цны в 10,8 км от г. Моршанска.
- Крюково-Кужновский могильник — расположен в 7 км от г. Моршанска и в 1 км от с. Крюково на правой стороне берега р. Цны, на песчаной дюне.
- Елизавет-Михайловский и Крюково-Кужновский могильники были раскопаны в двадцатых годах 20 столетия директором Моршанского краеведческого музея Ивановым Петром Петровичем.

Они дают ценнейший материал для истории мордовского народа 8-9 веков. В результате раскопок изъято около 15 тыс. предметов археологии, характеризующих быт, хозяйственные занятия, культуру древнейшей мордвы, селившейся на территории края в 6-9 веках нашей эры. При отсутствии письменных источников у мордвы этого периода данные материалы являются единственным свидетельством, по которому можно восстановить жизнь мордовского народа — его хозяйство, верование и социальные отношения.
Памятники истории и культуры:
- Ансамбль усадьбы Воронцовых-Дашковых — главный усадебный дом, 2-й усадебный дом, здание конюшни, Благовещенская церковь 1890 г. (действующая), склеп, ворота, парк 1901 г.[41] — с. Новотомниково.
- Крестовоздвиженская церковь 1901 г. — с. Карели (действующая).
- Никольская церковь 19 в. — с. Коршуновка (действующая).
- Троицкая церковь 1908 г. — с. Ваново (не действует).
- Покровская церковь 1870 г. — с. Темяшево (действующая).
- Воскресенская церковь 1909 г. — с. Серповое (действующая).
- Ильинская церковь 19 в. — с. Алгасово (действующая).

Ботанические памятники:
- Киселевские посадки сосны обыкновенной — Моршанский лесхоз, Вяжлинское лесничество, кв.201 в.1, кв.212 в.16 — 8,9 га. и Сокольническое лесничество, кв.305 в.17, кв.306 в.21, 27,40 — 11,8 га.
- Дендрологический парк при Черкинской школе (с. Левино).
- Семиствольный дуб «Семь братьев» (дуб черешчатый) — Серповской лесхоз, Пролетарское лесничество, кв.138.
- Водный памятник. Озеро Красное (святое) — Серповской лесхоз, Борковское лесничество, кв.322, 323 — 22 га.

Зоологические памятники:
- Государственный заказник по реакклиматизации европейского сурка (СХПК «Новый мир», СХПК «Заря», СХПК «Родина», СХПК «Буревестник», СХПК «Красный гребень», ГУП племсовхоз «Моршанский», ОАО «Крюковское», СХПК «Ударник», СХПК «Ивенский», СХПК «Базевское»).
- Поселение слепышей (с. Дьячи).

Геологический памятник:
- Хлоридно-натриевый источник с биологически активным бромом — с. Алкужинские Борки.